# 오록스
오록스(Aurochs, 학명: Bos primigenius)는 우제목/경우제목(偶蹄目) 소과(科)에 속한다. 소의 일종으로, 유럽을 중심으로 유라시아 대륙 각지에 넓게 분포하고 있었지만, 17세기에 멸종했다.
현재의 유럽 계통 소의 선조에 해당되는 종으로, 선사시대의 동굴 벽화에 그 모습이 남아 있다. 몸길이는 250~310 cm, 높이 140~185 cm , 체중 600~1000 kg 정도이다. 몸의 빛깔은 수컷이 흑갈색 또는 흑색, 암컷은 갈색이다. 뿔은 크고 매끄러우며, 그 길이는 80 cm 정도로 여겨진다.

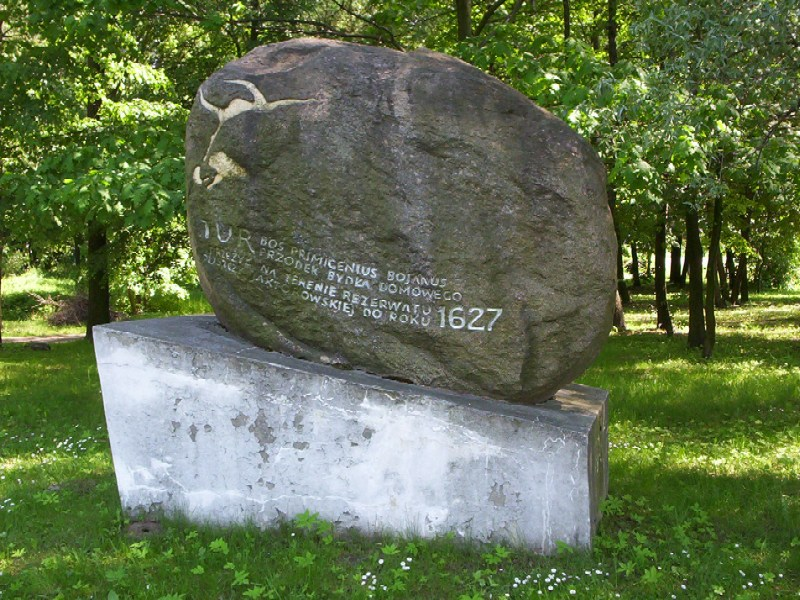
폴란드 야크토르프카에 있는, 마지막 오록스를 기념하는 기념비.

개발에 의한 서식지의 감소나 식용 등에 의한 남획, 가축화 등에 의해서 오록스는 소멸하여, 중세에는 이미 현재의 프랑스·독일·폴란드 등의 삼림에서 밖에 볼 수 없게 되고 있었다. 16세기에는 각지에 오록스의 금렵(禁獵)구역이 생겼지만, 그것은 제후가 자신의 수렵을 위해서 만든 것이었으므로, 사냥감이 없어지게 되면 폐쇄되었다. 최후의 오록스는 폴란드의 야크토로프카의 보호구에 있었지만, 거기서도 밀렵에 의해서 오록스의 수는 계속 줄어들었다. 1627년에 마지막 1마리가 폐사했고, 오록스는 멸종했다.

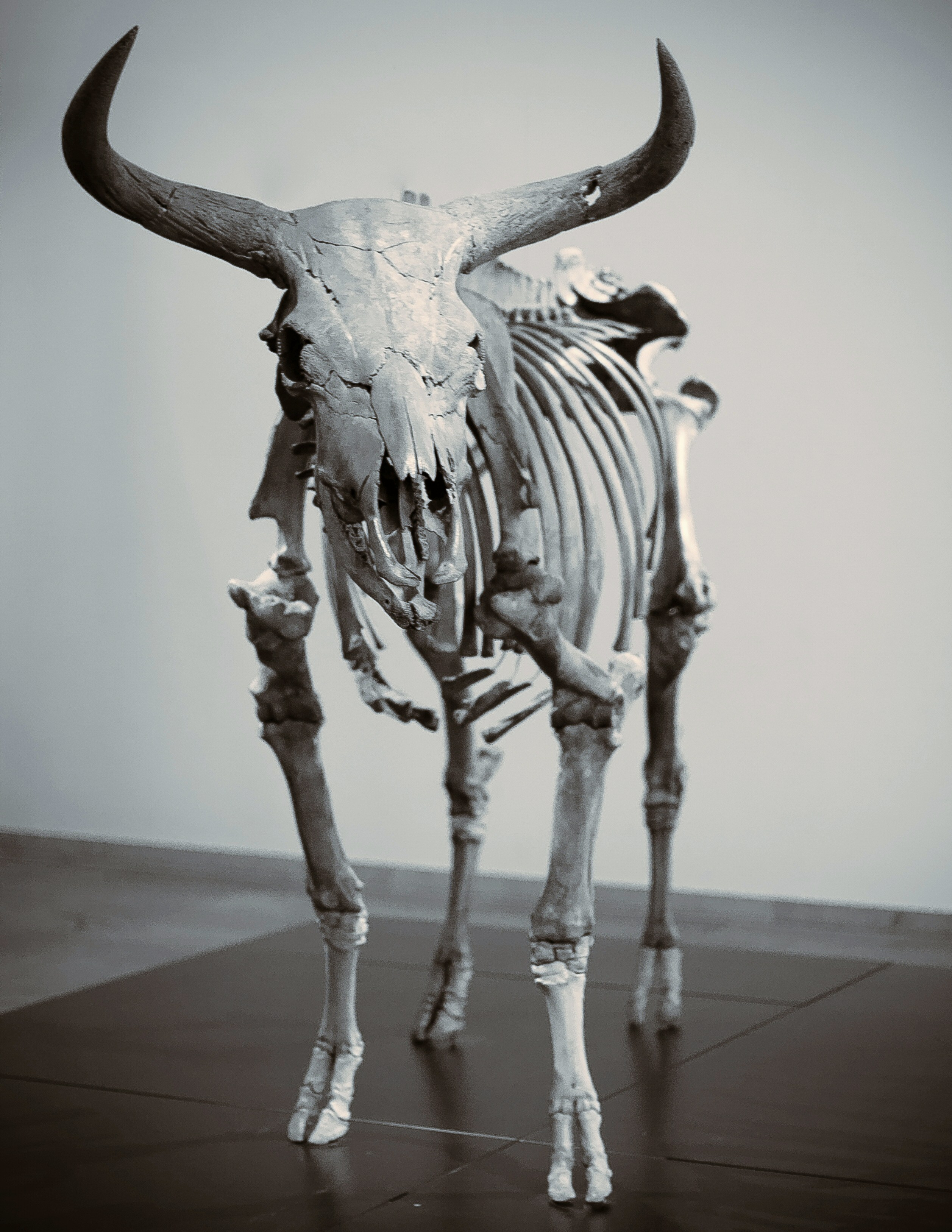
덴마크 코펜하겐 국립박물관에 전시된 오록스의 전신 골격

## 생태학
어린 개체들은 회색늑대나 큰곰의 먹잇감이 되었다. 선사시대 유럽, 북아프리카, 아시아에서는 사자, 호랑이, 하이에나 등의 먹잇감이 되기도 했다.

## 아종
- Bos primigenius primigenius' - 유라시아 아종
- Bos primigenius namadicus - 북아프리카 아종
- Bos primigenius mauretanicus - 인도 아종